# カンナロンガ
カンナロンガ（伊: Cannalonga）は、イタリア共和国カンパニア州サレルノ県にある、人口約1,000人の基礎自治体（コムーネ）。

## 地理

### 位置・広がり

#### 隣接コムーネ
隣接するコムーネは以下の通り。
- カンポラ
- モーイオ・デッラ・チヴィテッラ
- ノーヴィ・ヴェーリア
- ヴァッロ・デッラ・ルカーニア